# Jean-Christophe Bailly
Pour les articles homonymes, voir Bailly.
Jean-Christophe Bailly, né à Paris le 3 mai 1949, est un écrivain, poète et dramaturge français.

## Biographie
Très tôt, Jean-Christophe Bailly décide de se consacrer à l’écriture. Son ouvrage Tuiles détachées explique cette décision, ainsi que plusieurs étapes importantes pour la formation de son style. Proche du surréalisme lors de son entrée en littérature, il s’en est éloigné. Sa pensée constitue la continuité moderne de certaines idées du romantisme allemand : l’idée d’un sens sans frontières et aux formes mouvantes, dans l'esprit de ce que Novalis appelle l’Encyclopédie.
Il a fondé et dirigé les revues Fin de siècle (avec Serge Sautreau, quatre numéros, 1974-1976) et Aléa (neuf numéros, 1981-1989). Il a également dirigé les collections « Détroits » chez Christian Bourgois (avec Michel Deutsch et Philippe Lacoue-Labarthe) et « 35-37 » chez Hazan.
Il a également travaillé pour le théâtre, à la fois comme auteur et comme « fabriquant », souvent à l'étranger (Inde, Russie, Italie) où il a accompagné Georges Lavaudant et Gilberte Tsaï ainsi que Klaus Michael Grüber et Gilles Aillaud.
Docteur en philosophie, il enseigne à l’École nationale supérieure de la nature et du paysage de Blois, dont il dirige la publication Les Cahiers de l’École de Blois depuis 2003.

## Œuvres

### Essais
- Célébration de la boule, Le Jas-du-Revest-Saint-Martin, Robert Morel, 1968, fascicule (47 p.)
- Au-delà du langage : essai sur Benjamin Péret, Paris, Éric Losfeld, 1971
- Jean-Pierre Duprey, Paris, Seghers, 1973
- La Légende dispersée : Anthologie du romantisme allemand, Paris, 10/18, 1976 (rééd. Paris, Bourgois, 2000)
- Wozu ? : à quoi bon des poètes en un temps de manque ? (codirigé avec Henri-Alexis Baatsch), Paris, Le Soleil Noir, 1978
- Le Vingt janvier, Paris, Bourgois, 1980
- Le Paradis du sens, Paris, Bourgois, 1989
- L’Atelier bleu, Paris, La Pionnière, 1990
- La Fin de l’hymne, Paris, Bourgois, 1991
- La Comparution (politique à venir) (avec Jean-Luc Nancy), Paris, Bourgois, 1991
- La Ville à l’œuvre, Paris, Bertoin, 1992 (rééd. Besançon, Éd. de l'Imprimeur, 2000)
- Adieu : essai sur la mort des dieux, La Tour-d'Aigues, Éditions de l'Aube, 1993 (rééd. Nantes, Cécile Défaut, 2014)
- Le Propre du langage, voyages au pays des noms communs, Paris, Seuil, 1997
- Panoramiques, Paris, Bourgois, 2000
- Le Pays des animots, Paris, Bayard, 2004
- Le Champ mimétique, Paris, Seuil, 2005
- Rimbaud parti (avec Jacqueline Salmon), Paris, Marval, 2006
- Le Versant animal, Paris, Bayard, 2007
- L’Instant et son ombre, Paris, Seuil, 2008
- Le Visible est le caché, Paris, Le Promeneur, 2009
- Le Temps fixé, Paris, Bayard, 2009
- La Véridiction sur Philippe Lacoue-Labarthe, Paris, Bourgois, 2011
- « L'action solitaire du poème », dans Toi aussi tu as des armes - Poésie et politique, ouvrage collectif, Paris, La Fabrique éditions, 2012, 202 p.  (ISBN 978-2-35872-025-0)
- Le Parti pris des animaux, Paris, Seuil, 2013
- Berlin 2005 (avec Bernard Plossu), Strasbourg, Médiapop éditions, 2013
- La Phrase urbaine, Paris, Seuil, 2013
- L’Élargissement du poème, Paris, Bourgois, coll. « Détroits », 2015
- Un arbre en mai, Paris, Seuil, coll. « Fiction & Cie », 2018
- Saisir, quatre aventures galloises, Paris, Seuil, coll. « Fiction & Cie », 2018
- L'imagement, Paris, Seuil, coll. « Fiction & Cie », 2020
- Naissance de la phrase, Paris, Nous, 2020
- Café Néon et autres îles, chemins grecs, Paris, Arléa, 2021
- Jours d'Amérique (1978-2011), Paris, Seuil. « Fiction & Cie », 2021.
- La Reprise et l'Éveil. Essai sur l’œuvre de Jean-Marc Cerino, Paris, Macula, 2021
- Une éclosion continue : temps et photographie, Paris, Seuil, coll. « Fiction & Cie », 2022
- Paris quand même, Paris, La Fabrique, 2022
- La surprise recommencée du sens. Pour saluer Jean-Luc Nancy, Bordeaux, William Blake & co, 2023
- Temps réel, Paris, Seuil, 2024  (ISBN 978-2021536799)

### Récits
- Beau fixe, Paris, Bourgois, 1985
- Phèdre en Inde, Paris, Plon, 1990 (rééd. Marseille, André Dimanche, 2002)
- Description d'Olonne, Paris, Bourgois, 1992, Prix France Culture
- Le Maître du montage (suivi d'Énigme de Jacques Monory), Nantes, Joca seria, 1996
- Tuiles détachées, Paris, Mercure de France, 2004 - rééd. revue et augmentée, Christian Bourgois, 2018
- Dans l'étendu (Colombie-Argentine), Lyon, Fage, 2010
- Le Dépaysement. Voyages en France, Paris, Le Seuil, 2011

- Prix Décembre 2011

### Écrits sur l'art
- Max Ernst : apprentissage, énigme, apologie (avec Henri-Alexis Baatsch et Alain Jouffroy), Paris, Bourgois et Éditions étrangères, 1976
- Hommage à Caspar David Friedrich (avec Jacques Monory), Paris, Bourgois, 1977
- Monory, Paris, Maeght, 1979
- Duchamp, Paris, Hazan, 1984
- Piotr Kowalski, Paris, Hazan, 1988
- Mine de rien, Paris, Galerie de France, 1989
- Regarder la peinture, Paris, Hazan, 1992
- Kurt Schwitters, Paris, Hazan, 1993
- L'Apostrophe muette : essai sur les portraits du Fayoum, Paris, Éditions Macula, 2023, [1997]
- Jacques Monory, Neuchâtel, Ides et calendes, 2000
- Gilles Aillaud, Marseille, André Dimanche, 2005
- L'Atelier infini : 30 000 ans de peinture, Paris, Hazan, 2007
- Monory photographe, catalogue Galerie RueVisconti, Paris, 2011
- Bernard Moninot, Marseille, André Dimanche, 2012
- Dead Cities, Guillaume Greff, Kaiserin Editions, Reykjavík, 2013.
- Col Treno[5], photographies de Bernard Plossu, éditions Argol, 2014  (ISBN 978-2-37069-002-9)
- La Reprise et l'Éveil, essais sur l'œuvre de Jean-Marc Cerino, Paris, Éditions Macula, 2021.

### Poésie
- Les îles de la Sonde, in De la déception pure, manifeste froid (avec Yves Buin, Serge Sautreau, et André Velter), Paris, 10/18, 1973
- L'Astrolabe dans la passe des Français, Paris, Seghers, 1973
- Le Gramme des sursauts, Paris, Éditions étrangères, 1973
- Défaire le vide, Paris, Éditions étrangères et Bourgois, 1975
- L'Étoilement, Montpellier, Fata Morgana, 1979
- Per modo di vestigio (avec Hervé Bordas), Copal, 1983
- Pluie douce (avec Jan Voss), Marseille, André Dimanche, 1985
- L'Oiseau Nyiro, Genève, La Dogana, 1991
- Blanc sur noir, Bordeaux, William Blake and Co., 1999
- Basse continue, Paris, Seuil, 2000[6]

### Théâtre
- Les Céphéides, Paris, Bourgois, 1983
- Le Régent, Paris, Bourgois, 1987
- La Medesima strada (avec Gilles Aillaud et K. M. Grüber), Paris, Bourgois, 1989
- Pandora, Paris, Bourgois, 1992
- Lumières (avec M. Deutsch, J.-F. Duroure et G. Lavaudant), Paris, Bourgois, 1995
- El Pelele, Paris, Bourgois, 2003
- Poursuites, Paris, Bourgois, 2003
- Villeggiatura (avec Serge Valletti), Nantes, L'Atalante, 2005
- Une nuit à la bibliothèque suivi de Fuochi sparsi, Paris, Bourgois, 2006

### Préfaces et postfaces
- Georg Büchner, Lenz (Bibl. 1O/18, 1974 puis Bourgois 1985)
- François Arago, Histoire de ma jeunesse (Bourgois, 1985)
- Charles Baudelaire, Écrits esthétiques (UGE 10/18, 1986)
- Wassily Kandinsky, Klänge (Bourgois, 1987)
- August-Wilhelm Schlegel, Les Tableaux (Bourgois, 1988)
- Giogio Colli, Pour une encyclopédie des auteurs classiques (Bourgois, 1990)
- Ludovico Zorzi, Carpaccio et la représentation de sainte Ursule (Hazan, 1991)
- Georg Büchner, Woyzeck (L'Arche, 1993)
- Antonin Artaud, Pour en finir avec le jugement de Dieu et autres enregistrements (éd. de CD André Dimanche, 1995)
- Erwin Panofsky, Le Corrège et la Camera di San Paolo à Parme (Hazan, 1996)
- Des hommes sont sortis de chez eux, anthologie de l'Oberiou (Bourgois/Odéon, 1997)
- Lokenath Bhattacharya, Où vont les fleuves, Le Bois d'Orion, 1998
- Hanns Zischler, Berlin est trop grand pour Berlin (Mille et Une nuits, 1999)
- Anna Maria Ortese, Le murmure de Paris (Mille et Une nuits, 1999)
- Walter Benjamin, Moscou, (Mille et Une nuits, 1999)
- Jean-Luc Nancy, La ville au loin (Mille et Une nuits, 1999)
- Jacques Dupin, Le corps clairvoyant (Poésie-Gallimard, 1999)
- Élien, La personnalité des animaux, Tome II: Livres X à XVII (Belles Lettres, 2002)
- Écrits de et sur Kaspar Hauser (Bourgois, 2003)
- Philippe Lacoue-Labarthe, Écrits sur l’art (Les Presses du réel, 2009)
- James Agee, Brooklyn existe (Bourgois, coll « Titres », 2010).

### Préfaces à des catalogues d'art
- Miro (galerie Maeght Lelong, 1985)
- Henri Michaux (galerie Patrice Trigano, 1987)
- Jan Voss (galerie Lelong, 1990)
- Monory (galerie Lelong, 1990)
- Bernard Moninot (musée de Dole, 1990)
- Daniel Pommereulle (Musées de Dole et de Belfort, 1991)
- Piotr Kowalski (Mito Contemporary Art Center, Japon, 1993)
- Perejaume (Musée d'art moderne de Céret, 1993)
- Anne-Marie Pécheur (Muntaner et Montenay, 1993)
- Myionghi (Galerie Di Meo, 1995)
- Daniel Pommereulle (Galerie Di Meo, 1998)
- La demeure (Musée Zadkine, 1999)
- Koo Jeong A (Galerie Yvon Lambert, 2001)
- Bernard Plossu (Galerie Française, Rome, 2002)
- Thibaut Cuisset (galerie des Filles du Calvaire, 2002)
- Anne-Marie Pécheur ( CRAC Montbéliard, 2002)
- Miro (galerie Bordas, Venise, 2005)
- Marc-Antoine Fehr (galerie Ammann, Zürich, 2006)
- Anne-Marie Pécheur (Rodez, 2006)
- Daniel Pommereulle (Musée de l’Objet, Blois, 2006)
- Piotr Kowalski (galerie Marion Meyer, Paris 2007)
- Giuseppe Penone (Villa Medicis, Rome + éd. Hazan, 2008)
- Jan Voss (Musée de Sens & altri, 2008)
- Bernard Plossu (Musée Gassendi, Digne +éd. Filigranes, 2008)
- Gloria Friedmann (Musée Bourdelle, 2009)
- Christelle Franc (ADERA, Lyon, 2009)
- Marc Trivier (MEP, Paris, 2011)
- Monory photographe (Visconti, Paris, 2011)
- Marc-Antoine Fehr (Helmhaus, Zürich, 2011)
- Gloria Friedmann (Fondation Maeght, Saint-paul de Vence, 2013)
- Ianna Andréadis, Fenêtres sur Athènes / ΑΘΗΝΑ ΘΕΑ ( Editions Agra, 2016)
- L’Ineffacé. Brouillons, fragments, éclats catalogue de l’exposition en 120 pièces extraites des collections de l’Institut mémoires de l'édition contemporaine (IMEC, 2016)

### Articles
- Jean-Christophe Bailly, « Envoi (ricochets) », Perspective, no 2,‎ 2016 (DOI 10.4000/perspective.6709, lire en ligne, consulté le 28 janvier 2022).

## Prix et distinctions
- Prix France Culture 1992 pour Description d'Olonne
- Prix Décembre 2011 pour Le Dépaysement. Voyages en France
- Prix Roger-Caillois de l'Essai 2018[7]

## Pour approfondir